# Гримстон, Джон, 6-й граф Верулам
Джон Гримстон, 6-й граф Верулам (англ. John Grimston, 6th Earl of Verulam; 17 июля 1912 — 15 апреля 1973) — британский пэр и член Палаты общин от консервативной партии. Он был известен как Достопочтенный Джон Гримстон с 1912 до 1960 года.

## Молодость
Джон Гримстон 17 июля 1912 года в Сент-Олбансе, Хартфордшир. Второй сын Джеймса Гримстона, 4-го графа Верулама (1880—1949), и его жены леди Вайолет Констанс Мейтленд Брабазон (1886—1936). Он получил образование в школе Оундл и Крайст-Черч в Оксфорде .
Верулам два года занимался выращиванием табака в Южной Родезии, прежде чем в 1938 году стал директором и генеральным менеджером Enfield Rolling Mills.

## Королевские ВВС
Джон Гримстон присоединился к офицерскому резерву Королевских ВВС в 1930 году в качестве пилота и был ранен в авиакатастрофе в 1933 году. В 1937 году он присоединился к Вспомогательным воздушным силам и служил в Береговом командовании во время Второй мировой войны в качестве пилота.

## Политическая карьера
Верулам был избран в Палату общин депутатом от Сент-Олбанса на дополнительных выборах в 1943 году, но потерпел поражение на парламентских выборах 1945 года от кандидата от лейбористской партии Сирила Дамплтона. Однако он вновь занял это место на парламентских выборах 1950 года , и занимал его до тех пор, пока не ушёл из Палаты общин на парламентских выборах 1959 года.
В 1960 году Джон Гримстон сменил своего старшего брата Джеймса на графском титуле и вошёл в Палату лордов.

## Брак и дети
2 июня 1938 года Джон Гримстон женился на Марджори Рэй Дункан (? — 21 декабря 1994), дочери Уолтера Атолла Дункана и Клары Рэй Паркс. У пары было пятеро детей:
- Леди Элизабет Гарриот Гримстон (31 августа 1939—1987), с 1958 года замужем (разведена в 1972 году) за Джоном Сэвилом, 8-м графом Мексборо (род. 1931), двое детей.
- Леди Гермиона Фрэнсис Гримстон (род. 27 сентября 1941), 1-й муж с 1965 года (развод в 1971) — Ричард Джон Перонет Томпсон, 2-й муж с 1971 года (развод в 1982) — Джеймс Дарелл Диксон Томпсон-Шваб.
- Леди Ромейн Бриони Гримстон (род. 18 августа 1946), в 1973 году она вышла замуж за Джона Робертса Бокстона, один сын.
- Джон Дункан Гримстон, 7-й граф Верулам (род. 21 апреля 1951)
- Леди Иона Шарлотта Гримстон (род. 25 октября 1953), в 1985 году вышла замуж за Генри Конингема, 8-го маркиза Конингема, от брака с которым у неё есть одна дочь.

## Смерть
Лорд Верулам скончался в апреле 1973 года в возрасте 60 лет, и графство и другие титулы унаследовал его единственный сын Джон.